# Gobiobotia lii
Gobiobotia lii — вид коропоподібних риб родини пічкурових (Gobionidae). Описаний у 2022 році.

## Назва
Вид названо на честь китайського середньовічного лікаря Лі Шичженя (1518—1593). Риба має довгі вуса, які автори таксона вважають схожими на вуса лікаря.

## Поширення
Ендемік Китаю. Поширений у річці Ци-Шуй, притоці Янцзи у провінції Хубей та в озері Дунтін у провінції Хунань.